# 突触小泡
在神經元中，突觸囊泡（英語：synaptic vesicle）或稱神經遞質囊泡（英語：neurotransmitter vesicle）負責儲存在突觸釋放的各種神經遞質。釋放受電壓依賴性鈣離子通道的調節。囊泡對於在神經元之間傳播神經衝動是必不可少的，並由細胞不斷地再生。軸突中容納囊泡群的區域是軸突末梢或終端棒頭（英語：terminal bouton）。在0.2 Hz的刺激下十分鐘內，每個棒頭最多可以釋放130個囊泡。在人腦的視覺皮層中，突觸小泡的平均直徑為39.5奈米，標準偏差為5.1奈米。

## 功能
突触小泡是由神经元细胞体中的高尔基体生成的，之后通过微管网络运输至軸突末梢。当电信号传导至突触末端时，電壓門控鈣離子通道激活，细胞膜外的钙离子流入突触末端，促使突触小泡与细胞膜融合，释放神经递质。